# إعلان الاستقلال الأمريكي
إعلان الاستقلال الأمريكي أو إعلان استقلال الولايات المتحدة (بالإنجليزية: United States Declaration of Independence) هو وثيقة تبناها الكونغرس القاري في 4 يوليو 1776، لتعلن أن المستعمرات الأمريكية الثلاثة عشر المتحاربة مع بريطانيا العظمى قد أصبحت ولايات مستقلة، وبالتالي لم تعد جزءًا من الإمبراطورية البريطانية. مكتوب بشكل رئيسي بواسطة توماس جفرسون، يعتبر الإعلان تفسيرا رسميا لأسباب تصويت الكونغرس في 2 يوليو لصالح إعلان الاستقلال عن بريطانيا العظمى، بعد مرور أكثر من عام على اندلاع حرب الاستقلال الأمريكية. عيد ميلاد الولايات المتحدة -يوم الاستقلال- يحتفل به في 4 يوليو، يوم اعتماد الكونغرس صيغة الإعلان.
بعد إتمام النص في 4 يوليو، أصدر الكونغرس إعلان الاستقلال على أكثر من صورة. فوزع بداية كإعلان مطبوع وزع على نطاق واسع وتليت على مسامع الجمهور. أشهر نسخة من الإعلان، هي النسخة الموقعة التي تعتبر إعلان الاستقلال الرسمي، وهي معروضة في الأرشيف الوطني في واشنطن العاصمة. بالرغم من الموافقة على الإعلان في الرابع من يوليو، إلا أن تاريخ التوقيع عليه هو محل جدل، وقد خلص معظم المؤرخين إلى أن الوثيقة قد وقع عليها تقريبا بعد شهر من تبنيها، في 2 أغسطس 1776، وليس في 4 يوليو كما المعتقد السائد.
كانت نسخ الإعلان وتفسيره موضع الكثير من البحوث العلمية، برر الإعلان الاستقلال عبر سرد العديد من المظالم الاستعمارية ضد الملك جورج الثالث، وعبر التأكيد على بعض الحقوق الطبيعية، ومنها حق الثورة. بعد أن أدت غرضها الأساسي لإعلان الاستقلال، تم مبدئيا تجاهل نص الإعلان بعد الثورة الأمريكية. عظمت مكانتها بمرور الأعوام، خاصة الجملة الثانية، وهي بيان مهم لحقوق الإنسان:

ونحن نرى أن هذه الحقائق بديهية، إن جميع البشر خلقوا متساوين، وأنهم وهبوا من خالقهم حقوق غير قابلة للتصرف، وأن من بين هذه الحقوق حق الحياة والحرية والسعي وراء السعادة.

أطلق على هذه الجملة «واحدة من أشهر الجمل في اللغة الإنجليزية» و«أكثر عبارة قوة وترتيبا في التاريخ الأمريكي». استخدمت الجملة كثيرا في الدفاع عن حقوق الجماعات المهمشة، وأصبحت تمثل للعديد من الناس المعيار الأخلاقي الذي ينبغي على الولايات المتحدة الدفاع عنه. وقد أثرت وجهة النظر هذه كثيرا في أبراهام لينكون، والذي اتخذ الإعلان كأساس لفلسفته السياسية، وروج لفكرة ان إعلان الاستقلال هو وثيقة للأساسيات التي ينبغي من خلالها تفسير دستور الولايات المتحدة.

## خلفية تاريخية
«صدقني يا سيدي العزيز، ليس هناك رجل في الإمبراطورية البريطانية يحب الاتحاد الودي مع بريطانيا العظمى مثلما أحبه أنا. لكني، وأقسم بربي الذي خلقني، أفضل الموت على أن أخضع لعلاقة وفق مثل هذه الشروط التي يقرها البرلمان البريطاني، وإنني أؤمن أنني بذلك أمثل وجدان أمريكا». –توماس جيفرسون، 29 نوفمبر، 1775.
بحلول الوقت الذي تم تبني إعلان الاستقلال فيه في يوليو 1776، كانت المستعمرات الثلاث عشرة قد دخلت الحرب ضد بريطانيا العظمى لمدة تزيد عن العام. وقد كانت العلاقات بين هذه المستعمرات والبلدة الأم في تدهور منذ 1773. إذ أن البرلمان أقر سلسلة من القوانين لزيادة الإيرادات من المستعمرات، وكان منها قانون الطابع لعام 1765 وقوانين تاونزند لعام 1767. وآمن البرلمان بأن هذه القوانين وسائل شرعية لتدفع من خلالها المستعمرات كلفة بقائها ضمن الإمبراطورية البريطانية. ومع ذلك، كان لدى كثير من المستعمرين رأي آخر بشأن الإمبراطورية. فلأن المستعمرات لم تكن ممثلة بشكل مباشر في البرلمان، نادى المستعمرون بأن البرلمان لا يملك أي حق في فرض ضرائب عليها. وأصبح هذا الخلاف بشأن الضرائب جزءا من خلاف أكبر بين الفهم البريطاني والأمريكي للدستور البريطاني ولحدود سلطة البرلمان على المستعمرات. فوفقا للفهم الأرثذوكسي البريطاني، الذي يرجع تاريخه لثورة 1688 المجيدة، يملك البرلمان سلطة مطلقة على شتى أنحاء الإمبراطورية، ومن ثم، وبالتعريف، فإن كل ما يقوم به البرلمان يعد دستوريا. إلا أن الفكرة التي تنامت في المستعمرات كانت أن الدستور البريطاني ينص على بعض الحقوق الأساسية التي يحظر على أي حكومة انتهاكها، والأمر عينه بالنسبة للبرلمان. بعد صدور قوانين تاونزند، بدأ بعض الكتاب حتى بالتساؤل حول ما إذا كان البرلمان يملك أي سلطة قانونية وقضائية على المستعمرات. وبترقب تنظيم الكومنولث البريطاني بحلول عام 1774، كان الكتاب الأمريكيون مثل صمويل آدامز، جيمس ويلسون، وتوماس جيفرسون ينادون بأن سلطة البرلمان شرعية فقط في بريطانيا، وأن المستعمرات، التي كان لديها هيئات تشريعية خاصة بها، كانت على اتصال ببقية الإمبراطورية عبر ولائها للتاج الملكي فحسب.

### انعقاد الكونغرس
اعتبرت مشكلة سلطة البرلمان على المستعمرات كارثية بعد تمرير قوانين قسرية (عرفت في المستعمرات بالقوانين أو القرارات التي لا تطاق) عام 1774 لمعاقبة المستعمرين على قضية جاسبي لعام 1772 وحفل شاي بوسطن عام 1773. رأى الكثير من المستعمرين أن القوانين القسرية كانت انتهاكا للدستور البريطاني وبالتالي كانت انتهاكا لحريات أمريكا البريطانية بأسرها، ولذلك انعقد البرلمان القاري الأول في فيلاديلفيا في سبتمبر 1774 لإصدار رد. نظم الكونغرس إثر ذلك مقاطعة للبضائع البريطانية، وقدم عريضة للملك طالب فيها بإلغاء تلك القوانين. فشلت تلك الإجراءات لأن الملك جورج وفريدريك نورث رئيس الوزراء صمما على الإبقاء على فرض السيادة البرلمانية في أمريكا. وقد أرسل الملك إلى نورث في نوفمبر 1774 قائلا: «فلتقرر القذائف ما إذا كانوا سيخضعون لهذا البلد أم سيستقلون».

## نحو الاستقلال
نُشر كتيب توماس باين «الفطرة السليمة» في يناير عام 1776، في الوقت الذي بدا واضحًا فيه عدم ميول الملك إلى المصالحة. كان باين قد وصل مؤخرًا إلى المستعمرات من إنجلترا، وجادل لصالح الاستقلال، ودافع عن النظام الجمهوري كبديل عن النظام الملكي والحكم الوراثي. قدم الفطرة السليمة حجة مقنعة لصالح للاستقلال، الذي لم يكن قد أُخِذ بعين الاعتبار الفكري الجاد في المستعمرات الأمريكية. ربط باين الاستقلال بالمعتقدات البروتستانتية كوسيلة لتقديم هوية سياسية أمريكية مميزة، وبالتالي تحفيز النقاش العام حول موضوع، تجرأ القليلون فقط قبله على مناقشة الموضوع علنًا. زاد الدعم العام للانفصال عن بريطانيا العظمى بشكل مطرد بعد نشر الكتاب.
أمل بعض المستعمرين في المصالحة، إلا أن ّالتطورات في أوائل عام 1776 عززت الدعم الشعبي للاستقلال. علم المستعمرون في فبراير 1776 بموافقة البرلمان على قانون الحظر، الذي فرض حصارًا على الموانئ الأمريكية وأعلن أن السفن الأمريكية هي سفن معادية. يعتقد جون آدامز-وهو مؤيد قوي للاستقلال- أن البرلمان قد أعلن بشكل فعال استقلال أمريكا قبل أن يتمكن الكونغرس من ذلك. أطلق آدامز على قانون الحظر اسم «قانون الاستقلال» واصفًا إياه بأنه «بمثابة تقطيع أوصال للإمبراطورية البريطانية». نما الدعم لإعلان الاستقلال أكثر عندما ثَبُت استئجار الملك جورج مرتزقة ألمان لاستخدامهم ضد رعاياه الأمريكيين.
افتقر الكونجرس إلى السلطة الواضحة لإعلان الاستقلال، على الرغم من الدعم الشعبي المتزايد له. اُنتخِب مندوبو الكونغرس من قبل 13 حكومة مختلفة، تضمنت الاتفاقيات الخارجة عن القانون، واللجان الخاصة، والمجالس المنتخبة، وكانوا جميعًا ملزمين بالتعليمات الواردة إليهم. لم يكن بإمكان المندوبين -بغض النظر عن آرائهم الشخصية- التصويت لإعلان الاستقلال ما لم تسمح تعليماتهم بمثل هذا الإجراء. منعت عدة مستعمرات صراحةً مندوبيها من اتخاذ أي خطوات باتجاه الانفصال عن بريطانيا العظمى، بينما كان لدى وفود أخرى تعليمات غامضة بشأن هذه القضية، وبالتالي سعى دعاة الاستقلال إلى تنقيح ومراجعة تعليمات الكونغرس. لكي يعلن الكونغرس الاستقلال، تحتاج غالبية الوفود إلى إذن التصويت لصالحه، وإلى توجيه حكومة استعمارية واحدة على الأقل وفدها بشكل واضح لاقتراح إعلان الاستقلال في الكونغرس. اندلعت «حرب سياسية معقدة» بين أبريل ويوليو 1776 لتحقيق ذلك.

## في العالم

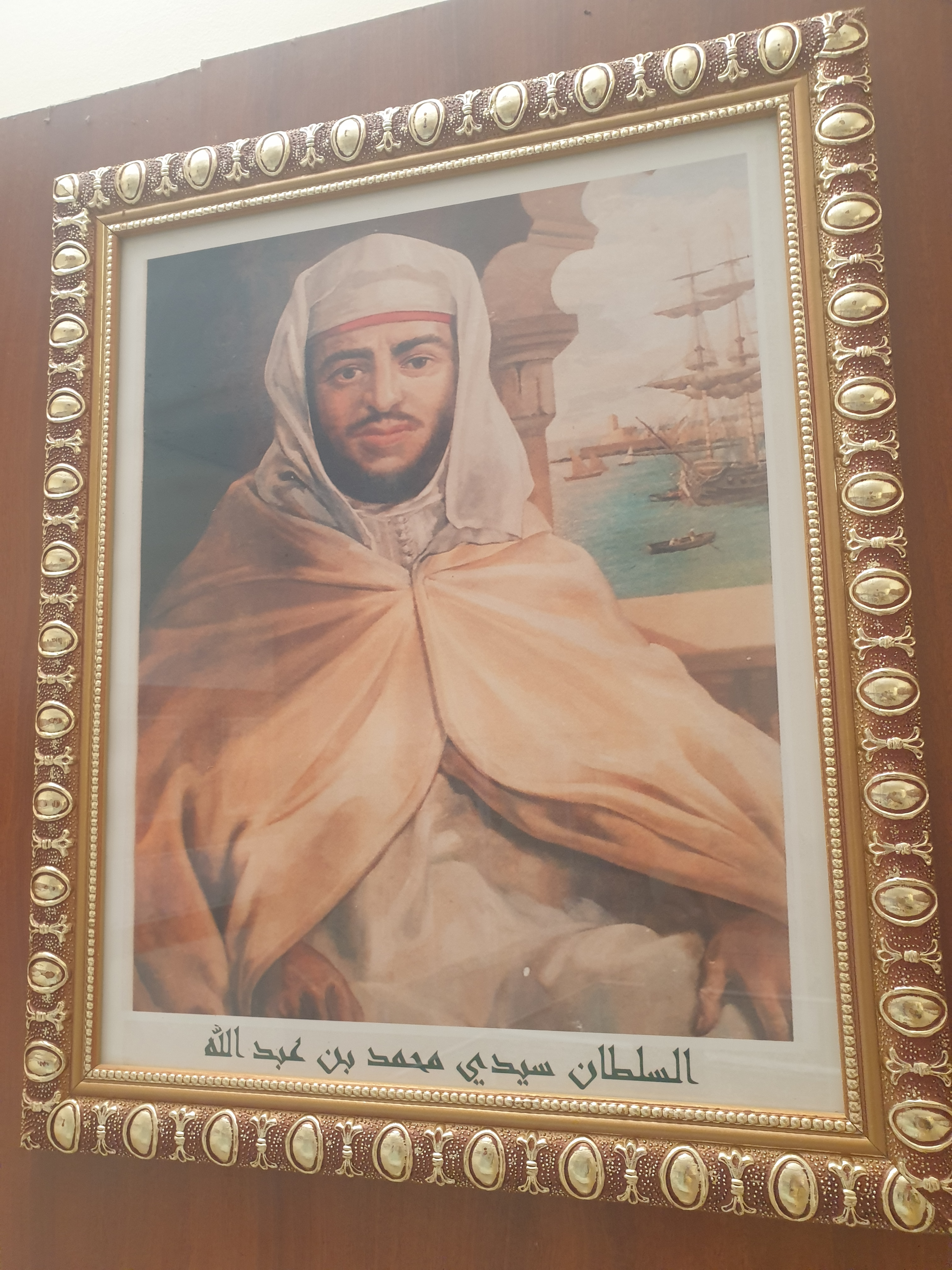
السلطان المغربي سيدي محمد بن عبد الله أول حاكم في العالم يعترف بإستقلال الولايات المتحدة الامريكية سنة 1777.